# 塩田重利
塩田 重利（しおた しげとし、1926年3月16日 - ）は、日本の歯学者。専門は、歯学、口腔外科学、顎顔面外科学、中医学。
博士（医学）。東京医科歯科大学名誉教授。

## 来歴・人物
香川県三豊郡観音寺町（現 観音寺市観音寺町）出身。大阪大学医学部、東京医科歯科大学歯学部卒業。
1959年（昭和34年）「人下顎骨および大腿骨緻密質の曲げ強度に関する研究」で学位修得（東京医科歯科大学　医学博士）。  
1963年（昭和38年）東京大学医学部助教授を経て、1965年（昭和40年）鹿児島大学医学部歯科口腔外科学講座教授に就任。1972年（昭和47年）文部省研究員として1年間スイスに留学。
1977年（昭和52年）東京医科歯科大学歯学部第1口腔外科教授に転任。1991年（平成3年）同大学退官。この間、1985年（昭和60年）歯科医師国家試験委員長、1986年（昭和61年）日本口腔科学会理事長を務めた。
1999年（平成11年）恩師の中村平蔵先生（東京医科歯科大学名誉教授）が、発案、企画ならびに監修のもとに、1971年（昭和46年）に口腔外科学の教科書として発刊された『最新口腔外科学』の全面改訂の共同編集を担当する。本書は、発刊以来、初版では第3刷、第2版では第15刷、第3版では第12刷を重ね、世界でも類をみないロングセラーとなっている。

## 栄典
- 2006年 - 瑞宝中綬章[3]

## 編著書
- 『口を診る』（南江堂）（1984年）
- 『口腔疾患電顕アトラス』（共編、永末書店）（1996年）
- 『口腔顎顔面外科治療学』（監修、永末書店）（1996年）
- 『最新口腔外科学』（共編、医歯薬出版）（1999年）